# Brachionidium kuhniarum
Brachionidium kuhniarum är en orkidéart som beskrevs av Robert Louis Dressler. Brachionidium kuhniarum ingår i släktet Brachionidium och familjen orkidéer. Inga underarter finns listade i Catalogue of Life.